# Debar (kommun)
Debar (makedonska: Дебар, albanska: Dibra) är en kommun i den västra delen av Nordmakedonien. Debar är också namnet på en stad som är kommunens huvudort. Kommunen Debar är en del av Sydvästra regionen. 
Invånarantalet var 19 542 (2002). Kommunen har en yta på 146 kvadratkilometer.

## Geografi
Kommunen gränsar till kommunerna Mavrovo i Rostuša i nordöst, Kičevo i sydöst, Centar Župa i syd samt landet Albanien i väster.

### Byar
Förutom staden Debar består kommunen av byarna Banište, Bomovo, Dolno Kosovrasti, Džepište, Gari, Gorno Kosovrasti, Hame, Konjari, Krivci, Mogorče, Osoj, Otišani, Rajčica, Selokukji, Spas, Tatar, Tatar Elevci och Trnanik.